# J.A.R. (Jason Andrew Relva)
«J.A.R.» es una canción de la banda Green Day. La canción aparece en la banda sonora de la película Angus. El acrónimo deriva de 'Jason Andrew Relva' un amigo de la infancia del bajista de Green Day, Mike Dirnt. Jason Relva murió el 18 de abril de 1992 a los 19 años como resultado de un accidente automovilístico. Mike Dirnt escribió la canción en su memoria, esta es sobre vivir la vida al máximo y sobre las propias decisiones. La canción alcanzó el número 1 de Billboard's Modern Rock charts en 1995.
La canción apareció en los créditos del film Angus. Es también un lado b del álbum Insomniac y la pista 8 en el álbum de grandes éxitos de Green Day, International Superhits!.

## Listado de temas
| Vinilo de 7 pulgadas |                               |          |  |
| N.º                  | Título                        | Duración |  |
| 1.                   | «J.A.R.» (Jason Andrew Relva) | 2:51     |  |
| 2.                   | «Emenius Sleepus»             | 1:43     |  |

| CD Promocional |                               |          |  |
| N.º            | Título                        | Duración |  |
| 1.             | «J.A.R.» (Jason Andrew Relva) | 2:51     |  |

## Trivia
- "Jason Relva" aparece en los agradecimientos de 1,039/Smoothed Out Slappy Hours y Kerplunk!
- Mike Dirnt tiene un tatuaje en su brazo izquierdo que es idéntico a uno que tenía Jason Relva.

- Datos: Q933794